# 2016 في بنين
فيما يلي قوائم الأحداث التي وقعت خلال عام 2016 في بنين.

## سياسة

### انتهاء فترة المنصب
- 6 أبريل – ليونيل زينسو رئيس وزراء بنين.
- 6 أبريل – يايي بوني رئيس جمهورية بنين  [لغات أخرى]‏.

## رياضة
- 1 يناير – بنين في الألعاب الأولمبية الصيفية 2016

## وفيات

### يوليو
- 28 يوليو – إميل درلين زينسو (مواليد 1918) سياسي بنيني.